# Toeplitzova matrika
Toeplitzova matrika je matrika, ki ima na glavni diagonali (poteka od levega zgornjega kota do desnega spodnjega) konstantno vrednost. 
Imenuje se po nemškem matematiku Ottu Toeplitzu (1881–1940).

## Zgled
{\displaystyle {\begin{bmatrix}a&b&c&d&e\\f&a&b&c&d\\g&f&a&b&c\\h&g&f&a&b\\i&h&g&f&a\end{bmatrix}}.}
Še zgled matrike {\displaystyle 4\times 5\,}:
{\displaystyle M={\begin{pmatrix}4&5&6&7&8\\3&4&5&6&7\\2&3&4&5&6\\1&2&3&4&5\\\end{pmatrix}}}

## Značilnosti[1]
- Toeplitzeva matrika je persimetrična matrika, simetrična Toeplitzeva matrika je bisimetrična.
- če sta {\displaystyle A\,} in {\displaystyle B\,} Toeplitzevi matriki sta Toeplitzevi tudi matriki {\displaystyle A+B\,} in {\displaystyle A-B\,}.
- če je {\displaystyle A\,} Toeplitzeva matrika, potem je Toeplitzeva tudi {\displaystyle A^{T}\,} in njena konjugirano transponirana matrika